# William Vance
William Vance was het pseudoniem van de Belgische striptekenaar William Van Cutsem (Anderlecht, 8 september 1935 – Santander, 14 mei 2018). Hij was vooral bekend als de tekenaar van de stripreeksen Bruno Brazil en XIII (lees: dertien). 

## Levensloop
Vance was van kleins af aan gefascineerd door strips en vooral door illustratoren die van realisme in hun tekeningen hielden. Hij studeerde aan de Koninklijke Academie voor Schone Kunsten te Brussel. De kneepjes van het vak leerde hij in de publiciteitswereld waar hij 6 jaar vertoefde voor hij zich aan strips waagde.
Daar nam hij ook de schuilnaam Vance aan.
In 2005 ontving hij de Vlaamse Cultuurprijs voor de Strip, beter bekend als de Bronzen Adhemar, tijdens het stripfestival in Turnhout. Tegelijk verscheen een grote Vance-Special bij Stripstift.
Vance zelf woonde sinds 1979 in Spanje, eerst in Valladolid en later in Santander. 
Vance was in 2010 gestopt met tekenen als gevolg van de ziekte van Parkinson die bij hem was vastgesteld, door het beven blokkeerde hij tijdens het tekenen en was daarom volledig gestopt.